# Abricots rouges du Roussillon
Pour les articles homonymes, voir Rouge du Roussillon.
« Abricots rouges du Roussillon » est une appellation d'origine protégée (AOP) d'abricots frais issus du département français des Pyrénées-Orientales. Seules quatre variétés (Rouge du Roussillon, Aviéra, Royal Roussillon et Avikandi) produites dans cent communes de la plaine du Roussillon ou des vallées des fleuves Agly, Têt et Tech peuvent bénéficier de cette appellation.

## Histoire
L'AOC est enregistrée en 2015, elle est suivie par l'AOP en 2016.